# Qingcheng, Qingcheng
Qingcheng är en köping i nordvästra Kina. Den ligger i Qingcheng härad i Qingyang i provinsen Gansu omkring 370 kilometer öster om provinshuvudstaden Lanzhou. Antalet invånare är 69 025. Befolkningen består av 33 021 kvinnor och 36 004 män. Barn under 15 år utgör 14,0 %, vuxna 15-64 år 80 %, och äldre över 65 år 4,0 %.